# Zelotes manius
Zelotes manius är en spindelart som först beskrevs av Simon 1878.  Zelotes manius ingår i släktet Zelotes och familjen plattbuksspindlar. Inga underarter finns listade i Catalogue of Life.